# Saison 7 de Bob l'éponge
Chronologie
Saison 6 Saison 8
Cet article présente les épisodes de la septième saison de la série d'animation télévisée américaine Bob l'éponge diffusée du 19 juillet 2009 au 11 juin 2011 sur Nickelodeon.
En France, la septième saison a été diffusée d'octobre 2010 à 2011 sur TF1 puis rediffusée du 5 janvier 2011 au 25 janvier 2012 sur Nickelodeon France.

## Production

### Développement
Le show runner de cette saison est Paul Tibbitt.

## Épisodes
| № | #   | Titre français / Titre original                                    | Réalisation                   | Scénario                                                      | Première diffusion | Première diffusion | Audiences |
| --- | --- | ------------------------------------------------------------------ | ----------------------------- | ------------------------------------------------------------- | ------------------ | ------------------ | --------- |
| 127a | 1a  | Carlo passe à la télé Tentacle Vision                              | Alan Smart                    | Luke Brookshier, Nate Cash et Derek Iversen                   | 19 juillet 2009    | 5 janvier 2011     | 4,95      |
| Carlo devient la star de son propre talk-show, mais tout le monde veut se joindre à eux et ils ruinent l'ensemble. À la fin, le spectacle se restructure en une fête télévisée, sans Carlo. |     |                                                                    |                               |                                                               |                    |                    |           |
| 127b | 1b  | L'Audition I ♥ Dancing                                             | Tom Yasumi                    | Casey Alexander, Zeus Cervas et Mr. Lawrence                  | 19 juillet 2009    | 5 janvier 2011     | 4,95      |
| Carlo est envieux quand il apprend que Bob l'éponge est invité à une audition de danse, et le surmène délibérément pour qu'il puisse prendre sa place. Carlo passe l'audition, mais est ensuite donné à une production dirigée par son rival Squilliam Fancyson, qui prévoit clairement de le surcharger comme il l'a fait pour Bob l'éponge. |     |                                                                    |                               |                                                               |                    |                    |           |
| 128a | 2a  | Poussée de croissance Growth Spout                                 | Andrew Overtoom               | Aaron Springer et Richard Pursel                              | 19 juillet 2009    | 5 janvier 2011     | 5,17      |
| Alors que Pearl traverse sa poussée de croissance une nuit, sa faim empire. M. Krabs essaie de trouver suffisamment de nourriture pour nourrir sa fille. Voulant économiser de l'argent, il fait une descente chez ses amis pour voir s'il y a de la nourriture qu'il peut voler qui peut satisfaire Pearl. |     |                                                                    |                               |                                                               |                    |                    |           |
| 128b | 2b  | L'Essoreuse Stuck in the Wringer                                   | Alan Smart                    | Zeus Cervas, Sean Charmatz et Derek Iversen                   | 19 juillet 2009    | 5 janvier 2011     | 5,17      |
| Bob l'éponge est coincé dans son essoreuse. Son état ne fait qu'empirer lorsque Patrick, qui ne comprend pas la situation, utilise de la superglue pour piéger définitivement Bob l'éponge à l'intérieur. Ce dernier essaie de passer sa journée habituelle, mais les conséquences tombent sur ses difficultés. |     |                                                                    |                               |                                                               |                    |                    |           |
| 129a | 3a  | Dans la peau de Sandy Someone in the Kitchen with Sandy            | Tom Yasumi                    | Casey Alexander, Zeus Cervas et Dani Michaeli                 | 19 juillet 2009    | 12 janvier 2011    | 5,37      |
| Dans le cadre d'un autre plan de vol de formule secrète de Krabby Patty, Plankton vole la fourrure de Sandy pour se faire passer pour elle et tromper Bob l'éponge pour que ce dernier lui donne la formule. Pendant ce temps, Sandy, qui est nue, cherche le coupable dans la ville. Elle retrouve sa fourrure et son Plankton au Crabe Croustillant où elle est arrêtée pour nudité publique. |     |                                                                    |                               |                                                               |                    |                    |           |
| 129b | 3b  | La Recette du pâté de crabe The Inside Job                         | Andrew Overtoom               | Luke Brookshier, Nate Cash et Mr. Lawrence                    | 19 juillet 2009    | 12 janvier 2011    | 5,37      |
| Plankton pénètre dans Bob l'éponge, son cœur et son cerveau pour essayer de trouver la formule secrète du pâté de crabe. |     |                                                                    |                               |                                                               |                    |                    |           |
| 130a | 4a  | La Flaque de graisse Greasy Buffoons                               | Tom Yasumi                    | Aaron Springer et Derek Iversen                               | 27 novembre 2009   | 12 janvier 2011    | 5,51      |
| Après avoir vidé le bac à graisse du Crabe Croustillant, M. Krabs le vide illégalement derrière le Seau de l'Enfer, ce qui déclenche une guerre graisseuse entre M. Krabs et Plankton pour augmenter le goût de leur nourriture avec des entrées graisseuses. |     |                                                                    |                               |                                                               |                    |                    |           |
| 130b | 4b  | La Nouvelle Éponge Model Sponge                                    | Tom Yasumi                    | Casey Alexander, Zeus Cervas et Mr. Lawrence                  | 27 novembre 2009   | 12 janvier 2011    | 5,51      |
| Après avoir entendu M. Krabs parler au téléphone, Bob l'éponge pense qu'il a été licencié de son travail au Crabe Croustillant. En conséquence, Bob tente une carrière en tant que modèle dans une publicité d'éponge de cuisine. |     |                                                                    |                               |                                                               |                    |                    |           |
| 131a | 5a  | Les Détritus Keep Bikini Bottom Beautiful                          | Alan Smart                    | Luke Brookshier, Nate Cash et Dani Michaeli                   | 2 janvier 2010     | 19 janvier 2011    | -         |
| Alors que Carlo se promène tranquillement, il marche accidentellement sur un chewing-gum. En tentant de s'en débarrasser dans la rue, il prend une contravention d'un policier et doit faire des travaux d'intérêts généraux en nettoyant Bikini Bottom de ses ordures. De plus, son rival Guillaume Calamarchique rit de sa situation mais Carlo lui rétorque qu'il est bénévole afin de nettoyer la ville. Guillaume lui répond qu'il a déjà nettoyé la ville en une semaine, dont son exploit a été érigé par une statue. Jaloux, Carlo veut nettoyer la ville en une journée afin d'avoir lui aussi une statue. Mais à chaque fois qu'il tente de nettoyer, il lui arrive une bricole qui se retourne contre lui et emmagasine de plus en plus d'ordures, en plus de se prendre à chaque fois une contravention. Il finit par demander de l'aide à Bob. |     |                                                                    |                               |                                                               |                    |                    |           |
| 131b | 5b  | Un copain pour Gary A Pal for Gary                                 | Andrew Overtoom               | Casey Alexander, Zeus Cervas et Richard Pursel                | 2 janvier 2010     | 19 janvier 2011    | -         |
| Bob aime jouer avec son animal de compagnie Gary. Mais il se sent triste quand il doit le laisser seul à la maison quand il part travailler, alors que son escargot se la coule douce devant la télévision. En rentrant chez lui, il passe devant un magasin d'animaux à l'air mignon. La vendeuse le met en garde : ces animaux sont de nature très violent en présence d'autres animaux, mais Bob ignore cette condition et se contente d'acheter un nouveau compagnon pour Gary. Arrivé à la maison, la cohabitation est difficile, surtout pour Gary qui tente d'échapper au monstre. |     |                                                                    |                               |                                                               |                    |                    |           |
| 132a | 6a  | Le Nouveau Jouet Yours, Mine, and Mine                             | Andrew Overtoom               | Luke Brookshier, Nate Cash et Steven Banks                    | 11 septembre 2010  | 19 janvier 2011    | 4,53      |
| Patrick arrive au restaurant et hésite à commander entre un pâté de crabe et un menu enfant. Bob lui conseille le menu enfant, mais il n'a pas d'argent pour payer quoi que ce soit. Ayant de la peine, Bob lui fait un discours sur le partage et veut bien acheter le menu enfant avec Patrick, mais ce dernier se contente de prendre le portefeuille de Bob et de payer à sa place. Mais il demande le remboursement car dans le menu enfant qu'il a acheté, il n'y avait pas de jouet. Le capitaine Krabs décide de confectionner un jouet à partir d'un pâté de Crabe. C'est le coup de foudre pour Bob, voyant le tout premier jouet du Crabe Croustillant et s'amuse beaucoup avec. Mais Patrick revient sur le sermon de partage de Bob et s'empare du jouet. Bob pensant le récupérer plus tard, Patrick ne veut pas le rendre. |     |                                                                    |                               |                                                               |                    |                    |           |
| 132b | 6b  | Combines de radins Kracked Krabs                                   | Alan Smart                    | Luke Brookshier, Nate Cash et Mr. Lawrence                    | 11 septembre 2010  | 19 janvier 2011    | 4,53      |
| Le Capitaine Krabs fait une confection à notre ami Bob : il a remporté le concours du Crabe le plus radin qui soit. Cette année, son titre est remis en jeu et demande à Bob de l'accompagner afin de lui apprendre les combines d'un crabe radin. Mais Bob est plutôt de nature généreux. Le capitaine Krabs lui demande alors d'exagérer un peu la réalité en incluant quelques mensonges afin d'être radin. Durant le concours, monsieur Krabs a de sérieux rival pour le concours et demande donc à Bob de faire les louanges sur sa radinerie. Mais en arrivant sur scène, Bob a le trac et annonce alors toutes les bonnes choses que le capitaine fait à ses employés. |     |                                                                    |                               |                                                               |                    |                    |           |
| 133a | 7a  | C'est pas drôle d'être un fantôme The Curse of Bikini Bottom       | Andrew Overtoom               | Luke Brookshier, Nate Cash et Mr. Lawrence                    | 24 octobre 2009    | 26 janvier 2011    | 4,95      |
| Bob et Patrick s'ennuient et décident d'aller s'amuser dans la cabane du jardin de Carlo et y trouve une tondeuse dont le calamar les laisse s'y amuser. Ne sachant pas l'utiliser, ils se font emporter par cette dernière jusque dans un cimetière. Au même moment sous terre, le Hollandais Volant se préparait pour un rendez-vous galant, mais le grabuge causé par Bob et Patrick tâche sa nouvelle veste, ce qui le met en colère et décide de les sermonner en sortant de terre. Mais au moment où il sort, la tondeuse passe à plusieurs reprises sur son visage et sa barbe est complètement rasée. Furieux, le Hollandais Volant décide de leur jeter une malédiction en les transformant en fantôme. |     |                                                                    |                               |                                                               |                    |                    |           |
| 133b | 7b  | Carlo et sa clarinette Squidward in Clarinetland                   | Tom Yasumi                    | Casey Alexander, Zeus Cervas et Dani Michaeli                 | 24 mars 2010       | 26 janvier 2011    | -         |
| Carlo est plutôt joyeux aujourd'hui : il a sa clarinette avec lui car il doit passer une audition demain. Mais il commence à s'énerver quand un bébé bave accidentellement sur sa clarinette. Il demande alors au Capitaine Krabs de disposer selon le code de travail d'un endroit privé pour les employés. Le capitaine Krabs leur offre un vieux casier, que Bob nettoie. Le calamar y dépose sa clarinette mais s'inquiète quand Bob décide de faire des travaux de rénovations dans le casier. |     |                                                                    |                               |                                                               |                    |                    |           |
| 134 | 8   | Sauvons, sauvons les méduses ! SpongeBob's Last Stand              | Andrew Overtoom et Tom Yasumi | Aaron Springer, Steven Banks et Derek Iversen                 | 22 avril 2010      | 11 novembre 2011   | 4,76      |
| Bob l'éponge et Patrick apprennent que Plankton construit une nouvelle autoroute qui détruira les champs de méduses. En conséquence, ils protestent contre sa construction. Plus tard, Bob découvre qu'il s'agit d'un autre stratagème pour voler la formule de Paté de Crabe. |     |                                                                    |                               |                                                               |                    |                    |           |
| 135a | 9a  | Retour vers le passé Back to the Past                              | Alan Smart                    | Casey Alexander, Zeus Cervas et Dani Michaeli                 | 15 février 2010    | 2 février 2011     | 4,39      |
| En se promenant, Bob et Patrick aperçoivent l'homme-sirène et le Bernard l'ermite dans leur voiture invisible. Il leur donne un coup de main en poussant leur voiture jusqu'à leur repaire. Pour les remercier, les super-héros leur font visiter une galerie d'objets qu'ils ont récoltés dans leur vie passée quand ils ont battu des vilains. De même, il leur montre une machine à voyager dans le temps, que Patrick prend pour une borne d'arcade. Tout le monde se retrouve alors projeter dans le passé, à l'époque où Manray(l'homme laser) attaque Bikini Bottom avant l'intervention des super-héros. - Invités : Ernest Borgnine (l'Homme-Sirène) et Tim Conway (le Bernard l'Ermite), Adam West (l'Homme-Sirène jeune) et Burt Ward (le Bernard l'Ermite jeune) |     |                                                                    |                               |                                                               |                    |                    |           |
| 135b | 9b  | La Réunion secrète The Bad Guy Club for Villains                   | Alan Smart                    | Casey Alexander, Zeus Cervas et Dani Michaeli                 | 15 février 2010    | 2 février 2011     | 4,39      |
| Bob a reçu une lettre contenant l'épisode perdu des nouvelles aventure de l'Homme-Sirène et Bernard l'Ermite. Dans cet épisode datant de la jeunesse des héros, on découvre une association de plusieurs vilains lors d'une réunion secrète, ce qui inquiète nos héros. - Invités : Adam West (l'Homme-Sirène jeune) et Burt Ward (le Bernard l'Ermite jeune) |     |                                                                    |                               |                                                               |                    |                    |           |
| 136a | 10a | Sans pleurer A Day Without Tears                                   | Tom Yasumi                    | Aaron Springer et Steven Banks                                | 22 mars 2010       | 2 février 2011     | 3,95      |
| Carlo ne supporte plus les pleurs de Bob qui pleurniche pour chaque occasion, que ça soit pour un bobo, une situation triste ou un échec. Carlo lui propose un marché : si Bob pleure une seule fois pendant 24 heures, il devra faire le ménage chez lui. Si Carlo perd, il devra passer une soirée pyjama seul avec Bob. Un peu dubitatif, Carlo accepte le marché et va tout tenter pour faire pleurer Bob. |     |                                                                    |                               |                                                               |                    |                    |           |
| 136b | 10b | Bob moniteur d'été Summer Job                                      | Alan Smart                    | Casey Alexander, Zeus Cervas et Derek Iversen                 | 23 mars 2010       | 2 février 2011     | -         |
| C'est le dernier jour à l'école de bateau avant les vacances d'été. Voulant enfin s'éloigner de Bob pour 2 mois, Madame Puff cherche à tout prix l'éviter alors qu'il veut lui remettre un message mais ce dernier la poursuit jusque dans son véhicule. En tentant de s'en débarrasser, elle provoque un accident en se crashant dans le mur du Crabe Croustillant. Les dégâts sont plutôt onéreux, et Madame Puff risque de retourner en prison si la police apprenait l'accident. Afin de garder le silence, le capitaine Krabs l'engage au restaurant gratuitement et demande à Bob de lui enseigner son travail. |     |                                                                    |                               |                                                               |                    |                    |           |
| 137a | 11a | Où est la recette du pâté de crabe ? One Coarse Meal               | Andrew Overtoom               | Casey Alexander, Zeus Cervas et Mr. Lawrence                  | 25 mars 2010       | 9 février 2011     | 4,19      |
| Plankton tente une nouvelle fois de voler la recette secrète du pâté de crabe en détruisant le toit du Crabe Croustillant et prenant en otage Bob et le capitaine Krabs. Ayant découvert ou se trouvait la recette, son plan échoue quand Pearl, la fille du capitaine Krabs arrive pour parler à son père. Plankton hurle de terreur car il a la phobie des baleines du fait que ses ancêtres se sont fait dévorer par ces monstres. Le capitaine Krabs profite de cet avantage en terrorisant chaque jour son rival en se déguisant en baleine. |     |                                                                    |                               |                                                               |                    |                    |           |
| 137b | 11b | Coup de foudre pour Gary Gary in Love                              | Andrew Overtoom               | Casey Alexander, Zeus Cervas et Derek Iversen                 | 6 février 2010     | 9 février 2011     | 5,52      |
| Bob décide d'aller promener son escargot Gary au parc municipal pour animaux. En se promenant dans le parc, Gary tombe sous le charme de Marie, une femelle escargot assise sur une balançoire. Mais cette dernière possède un petit copain qui n'est autre qu'une brute avec sa bande de copains. Voulant en découdre avec eux, Bob embarque finalement son escargot car c'est la fin de la journée. En revenant à la maison, Gary est triste en repensant à la femelle escargot. Pendant la nuit, Gary s'enfuit de la maison afin de se rendre au parc municipal pour tenter de retrouver sa dulcinée. Mais la brute n'est pas très loin et recherche Gary pour lui faire la peau. |     |                                                                    |                               |                                                               |                    |                    |           |
| 138a | 12a | La Pièce de Théâtre The Play's the Thing                           | Tom Yasumi                    | Luke Brookshier, Nate Cash et Steven Banks                    | 26 mars 2010       | 9 février 2011     | -         |
| Carlo joue une pièce de théâtre au Crabe Croustillant, mais il doit servir les clients et agir sur scène simultanément. |     |                                                                    |                               |                                                               |                    |                    |           |
| 138b | 12b | Rodéo, rodéo Rodeo Daze                                            | Alan Smart                    | Luke Brookshier, Nate Cash et Richard Pursel                  | 6 février 2010     | 9 février 2011     | 5,52      |
| Lorsque Sandy reçoit une lettre l'invitant à un rodéo, elle part et se dirige vers le Texas. Cependant, Bob l'éponge pense que le rodéo est trop dangereux pour Sandy. Alors il essaie de la sauver en apportant tout Bikini Bottom au Texas. |     |                                                                    |                               |                                                               |                    |                    |           |
| 139a | 13a | Mamie Grande-Bouche Gramma's Secret Reciepe                        | Alan Smart                    | Aaron Springer et Dani Michaeli                               | 6 juillet 2010     | 16 février 2011    | 3,80      |
| Plankton trompe Bob l'éponge en prétendant qu'il est son arrière-grand-mère pour obtenir la formule secrète du Patté de Crabe. |     |                                                                    |                               |                                                               |                    |                    |           |
| 139b | 13b | L'Escar-fouine The Cent of Money                                   | Andrew Overtoom               | Casey Alexander, Zeus Cervas et Dani Michaeli                 | 7 juillet 2010     | 16 février 2011    | -         |
| Quand Bob l'éponge promène Gary, son escargot de compagnie, les pièces d'argent commencent à être coller sur la coquille de Gary. Lorsque M Krabs apprend cela, il l'utilise pour voler des pièces à d'autres partout dans la ville. En fin de compte, il est révélé que Gary a mangé le très puissant aimant de réfrigérateur l'Homme-Sirène et de Bernard l'Hermite de Bob l'éponge. |     |                                                                    |                               |                                                               |                    |                    |           |
| 140a | 14a | Un Monstre à Bikini Bottom The Monster Who Came to Bikini Bottom   | Andrew Overtoom               | Aaron Springer et Dani Michaeli                               | 28 janvier 2011    | 19 juin 2011 (TF1) | 6,05      |
| Patrick crée accidentellement un monstre après avoir contaminé un groupe de coraux avec des déchets radioactifs. Alors que Patrick est ami avec le monstre, les autres citoyens de Bikini Bottom tentent de le chasser. - Note : Cet épisode est une partie des Légendes de Bikini Bottom |     |                                                                    |                               |                                                               |                    |                    |           |
| 140b | 14b | Le Triangle de Bikini Bottom Welcome to the Bikini Bottom Triangle | Alan Smart                    | Luke Brookshier, Nate Cash et Dani Michaeli                   | 28 janvier 2011    | 19 juin 2011 (TF1) | 6,05      |
| Bob découvre que M. Krabs, ainsi que quelques autres choses, a disparu. Tandis que Bob et Carlo enquêtent, ils sont accidentellement aspirés dans un autre royaume appelé Le Triangle de Bikini Bottom. Là, ils découvrent des sirènes, qui volent divers objets et les stockent sur l'île. - Invitée : Ginnifer Goodwin (la leader des sirènes) - Note : Cet épisode est une partie des Légendes de Bikini Bottom |     |                                                                    |                               |                                                               |                    |                    |           |
| 141a | 15a | La Malédiction de la Sorcière The Curse of the Hex                 | Tom Yasumi                    | Aaron Springer et Richard Pursel                              | 11 juin 2011       | 19 juin 2011 (TF1) | 4,52      |
| Après avoir été interdite de commander au Crabe Croustillant à l'heure de fermeture, une vieille dame maléfique maudit le restaurant. Le lendemain, des événements non naturels se produisent au restaurant, ce qui concerne M. Krabs. Lui et Bob l'éponge partent à la recherche de cette dame dans l'espoir qu'elle lèvera la malédiction. - Invitée : Kristen Wiig (la vieille dame) - Note : Cet épisode est une partie des Légendes de Bikini Bottom |     |                                                                    |                               |                                                               |                    |                    |           |
| 141b | 15b | La Vidange Vorace The Main Drain                                   | Alan Smart                    | Luke Brookshier, Nate Cash et Mr. Lawrence                    | 28 janvier 2011    | 19 juin 2011 (TF1) | 6,00      |
| M. Krabs met en garde SpongeBob et Patrick au sujet de la vidange vorace, une vidange au fond de l'océan qui a déjà détruit Bikini Bottom. Curieux, Bob l'éponge et Patrick se sont mis à la recherche de la vidange. - Note : Cet épisode est une partie des Légendes de Bikini Bottom |     |                                                                    |                               |                                                               |                    |                    |           |
| 142a | 16a | Les Débilo-Billies Trenchbillies                                   | Andrew Overtoom               | Aaron Springer et Richard Pursel                              | 29 janvier 2011    | 19 juin 2011 (TF1) | 6,55      |
| Après être tombés d'une falaise, Bob l'éponge et Patrick sont détenus par une bande arriérée de montagnards des tranchées appelés "Débilo-Billies", dirigée par leur matriarche Ma Angler. - Invitée : Amy Sedaris (Ma Angler) - Note : Cet épisode est une partie des Légendes de Bikini Bottom |     |                                                                    |                               |                                                               |                    |                    |           |
| 142b | 16b | Attitude de Gratitude Sponge-Cano!                                 | Tom Yasumi                    | Casey Alexander, Zeus Cervas et Derek Iversen                 | 28 janvier 2011    | 19 juin 2011 (TF1) | 6,00      |
| Carlo, qui se considère comme "la personne la plus malheureuse de Bikini Bottom", se plaint de tout ce qui l'entoure, lorsqu'un problème plus grave se présente sous la forme d'une éruption volcanique. Un mystérieux guerrier des dauphins prédit qu'ils doivent sacrifier "la personne la plus malheureuse" et Carlo essaie de reprendre sa déclaration. - Note : Cet épisode est une partie des Légendes de Bikini Bottom |     |                                                                    |                               |                                                               |                    |                    |           |
| 143 | 17  | La clé du coffre-fort The Great Patty Caper                        | Tom Yasumi                    | Casey Alexander, Zeus Cervas, Steven Banks et Dani Michaeli   | 11 novembre 2010   | 12 janvier 2012.   | 6,10,     |
| Découvrant que le Crabe Croustillant n'a plus de pâtés de crabe, M. Krabs envoie Bob pour obtenir l'ingrédient d'une chambre forte de stockage à laquelle il accède en train. |     |                                                                    |                               |                                                               |                    |                    |           |
| 144a | 18a | Chacun dans sa cour That Sinking Feeling                           | Andrew Overtoom               | Luke Brookshier, Nate Cash et Mr. Lawrence                    | 8 juillet 2010     | 13 janvier 2012    | -         |
| Lorsque Bob l'éponge et Patrick continuent de courir à travers la cour avant de Carlo, ce dernier leur interdit d'y jouer. |     |                                                                    |                               |                                                               |                    |                    |           |
| 144b | 18b | Leçon de Karaté Karate Star                                        | Tom Yasumi                    | Casey Alexander, Zeus Cervas et Derek Iversen                 | 9 juillet 2010     | 13 janvier 2012    | -         |
| Après que Patrick ait sauvé Bob l'éponge d'un étouffement, Bob décide de le récompenser en lui donnant des cours de karaté. Patrick devient incontrôlable avec son karaté coupant, détruisant la ville. |     |                                                                    |                               |                                                               |                    |                    |           |
| 145a | 19a | La Capsule Temporelle Buried in Time                               | Andrew Overtoom               | Nate Cash, Sean Charmatz et Mr. Lawrence                      | 18 septembre 2010  | 16 janvier 2012    | 4,74      |
| M. Krabs crée une capsule temporelle à partir d'un contenant de sauce tartare. Bob l'éponge, Patrick et Carlo sont accidentellement enfermés dans la capsule temporelle, qui est enterrée sous terre et ne sera plus vue avant 50 ans. |     |                                                                    |                               |                                                               |                    |                    |           |
| 145b | 19b | Le Tiki Land de Carlo Enchanted Tiki Dreams                        | Alan Smart                    | Aaron Springer, Sean Charmatz et Richard Pursel               | 19 juin 2010       | 16 janvier 2012    | 3,72      |
| Carlo ne peut plus supporter Bob l'éponge et Patrick et veut vivre dans son propre monde où il peut se détendre en paix. En conséquence, Bob et Patrick promettent de lui construire un monde tiki. |     |                                                                    |                               |                                                               |                    |                    |           |
| 146a | 20a | La face abrasive The Abrasive Side                                 | Tom Yasumi                    | Luke Brookshier, Nate Cash et Mr. Lawrence                    | 27 novembre 2010   | 17 janvier 2012    | 4,54      |
| Bob l'éponge a du mal à dire "non" aux gens, donc Gary lui commande une face abrasive. Cependant, la face abrasif le fait agir impoliment avec ses amis sans le savoir. - Invitée : Marion Ross (grand-mère carée) |     |                                                                    |                               |                                                               |                    |                    |           |
| 146b | 20b | Petite rengaine Earworm                                            | Alan Smart                    | Casey Alexander, Zeus Cervas et Derek Iversen                 | 27 novembre 2010   | 17 janvier 2012    | 4,54      |
| Bob obtient un ver d'oreille avec une chanson intitulée "Ma petite rengaine" et commence à devenir fou. Patrick, M. Krabs, Sandy et Carlo essaient de jouer d'autres morceaux accrocheurs pour sauver Bob. |     |                                                                    |                               |                                                               |                    |                    |           |
| 147a | 21a | Le jeu de cache-cache Hide and Then What Happens?                  | Andrew Overtoom               | Aaron Springer et Dani Michaeli                               | 9 août 2010        | 18 janvier 2012    | 4,38      |
| Lors d'une partie de cache-cache, Bob l'éponge parcourt le monde pour retrouver Patrick. |     |                                                                    |                               |                                                               |                    |                    |           |
| 147b | 21b | Au Coquille-Club Shellback Shenanigans                             | Andrew Overtoom               | Aaron Springer et Richard Pursel                              | 18 septembre 2010  | 18 janvier 2012    | 4,74      |
| Plankton fait partir Gary en vacances dans le cadre d'un autre plan pour voler la formule secrète du Patté de Crabe. Pendant que Gary est absent, Plankton se déguise en Gary pour tromper Bob l'éponge afin d'obtenir la formule. |     |                                                                    |                               |                                                               |                    |                    |           |
| 148a | 22a | Krabs, un crabe en or The Masterpiece                              | Tom Yasumi                    | Casey Alexander, Zeus Cervas et Steven Banks                  | 2 octobre 2010     | 19 janvier 2012    | 3,99      |
| Monsieur Krabs apprend, grâce à une publicité télévision, l'existence d'un nouveau restaurant appelé La cabane du poulet de mer. Celui-ci découvre que le restaurant doit son succès à sa statue aimée des enfants, et demande donc à Bob l'éponge de s'infiltrer. Bob remarque que l'intérieur est moins beau que ce qu'il pensait, et finit, lui aussi, par s'amuser sur la statue. Monsieur Krabs demande alors à Carlo de sculpter une statue de lui en pierre. Après la fin de la construction, la statue a l'air tellement pointue que Krabs n'a pas trop envie de laisser les enfants jouer dessus, et demande alors à Bob de l'essayer. Celui-ci fait accidentellement tomber la statue (et se blesse ?). Alors, ce dernier a une idée, qui consiste à recouvrir Monsieur Krabs de peinture couleur or pour l'utiliser comme statue. |     |                                                                    |                               |                                                               |                    |                    |           |
| 148b | 22b | Des bulots en rage Whelk Attack                                    | Tom Yasumi                    | Luke Brookshier, Nate Cash et Richard Pursel                  | 2 octobre 2010     | 19 janvier 2012    | 3,99      |
| Bob l'éponge et Patrick pêchent tranquillement à la prairie des méduses, quand soudainement, une horde de bulots enragés se dirige vers Bikini Bottom. Une fois arrivés, les habitants de la ville sont effrayés et essaient de s'enfuir, tout en se faisant piéger dans des bulles de bave. Bob et Patrick essaient de se réfugier au Crabe Croustillant en expliquant la situation à Monsieur Krabs, or ce dernier croit qu'ils ont faim et leur offre des pâtés de crabe, et se fait aspirer par la mère des bulots. Le Crabe Croustillant se fait aspirer à son tour, tandis que Bob et Patrick prennent la fuite et se réfugient chez Sandy. La mère des bulots casse son dôme et aspire les trois rescapés. Sandy découvre alors que les bulots sont atteints de la rage, et Bob aspire la bave des bulots, pour ensuite les immuniser. Carlo se dit que ceux-ci étaient atteints d'une encéphalite. |     |                                                                    |                               |                                                               |                    |                    |           |
| 149a | 23a | Quizz Stupide ! You Don't Know Sponge                              | Alan Smart                    | Luke Brookshier, Nate Cash et Derek Iversen                   | 9 août 2010        | 20 janvier 2012    | 4,38      |
| Bob l'éponge et Patrick imitent des bruits de dauphin et de baleine au Crabe Croustillant, et Carlo se demande pourquoi ils font ces bruits. Bob lui dit donc qui se trouve dans son magazine, et découvre qu'il y a un quiz appelé Le test du meilleur copain. Bob et Patrick font donc le test. À la fin, Carlo rit en voyant les résultats et dit que les deux amis ne sont pas les meilleurs amis. Après avoir vu Patrick lui acheter le mauvais parfum de crème glacée, Patrick prend sa glace et Bob pleure en courant. Bob pleure tellement qu'il arrose Gary avec ses larmes, et prétend ne pas connaitre Patrick. Il essaie de s'amuser sans lui, sans succès. Bob voit ensuite Patrick avec Larry dans un magasin de farces et attrapes et croit que Larry est son nouvel ami. Bob et Patrick se réconcilient après que Bob trouve des fausses lunettes dans un des sacs. |     |                                                                    |                               |                                                               |                    |                    |           |
| 149b | 23b | L'attraction du Gant Tunnel of Glove                               | Alan Smart                    | Casey Alexander, Zeus Cervas et Dani Michaeli                 | 12 février 2011    | 20 janvier 2012    | 5,01      |
| Pearl est avec ses amies au Monde du Gant, et elle rencontre Bob l'éponge et Patrick. Elle lui demande pourquoi il est là et les amies de Pearl croient que c'est son petit ami, tout en prenant une photo. Pearl se dirige ensuite vers l'Attraction du Gant, attraction à laquelle il y a une très longue queue. Elle a envie de se diriger vers son bateau, mais elle doit être accompagnée. Bob décide de l'accompagner. Pearl se dit que la balade est très ennuyeuse et veut sortir du bateau, sans succès, car Bob est projeté au plafond et fait tomber des cœurs. Un des cœurs bloque les engrenages sous l'eau et le bateau n'avance plus. Ils restent bloqués pendant trois heures et Patrick tente de le trouver. Il confond un générateur électrique avec Bob et éteint accidentellement tout l'éclairage dans l'attraction. Après moult péripéties, Pearl et Bob sortent indemnes de l'attraction. |     |                                                                    |                               |                                                               |                    |                    |           |
| 150a | 24a | Les Krab' Saucisses Krusty Dogs                                    | Tom Yasumi                    | Aaron Springer et Dani Michaeli                               | 9 octobre 2010     | 23 janvier 2012    | 4,58      |
| Après avoir préparé les pâtés de crabe, Bob l'éponge se rend compte qu'il y a des restes, et s'amuse un peu avec. Finalement, il fabrique une saucisse et la plonge dans de l'eau chaude. Il la montre à Monsieur Krabs, qui n'est pas très convaincu au départ, mais qui change d'avis quelques instants plus tard. Un client entre au Crabe Croustillant et voit Bob montrer à Krabs comment faire cuire les saucisses, pour ensuite la commander. Le succès fut immédiat, et Krabs ajoute les saucisses au menu, pour ensuite remplacer les pâtés de crabe par ces dernières. Quand Bob voit Krabs barrer les pâtés de crabe au menu, celui-ci s'évanouit. Après avoir repris connaissance, Bob se demande où est le grill, et voit qu'il a été remplacé par une machine à hot-dogs. Bob se dit que les hot-dogs étaient une mauvaise idée et mijote des plans pour les retirer de la carte. Le plus farfelu consiste à recouvrir un ballon avec de la viande pour le faire éclater.                                                    |     |                                                                    |                               |                                                               |                    |                    |           |
| 150b | 24b | L'épave du Mauna Loa The Wreck of the Mauna Loa                    | Andrew Overtoom               | Casey Alexander, Zeus Cervas et Derek Iversen                 | 9 octobre 2010     | 23 janvier 2012    | 4,58      |
| Bob l'éponge et Patrick jouent à chat, pour ensuite tomber dans une grotte dans laquelle un bateau pirate (appelé le Mauna Loa) est présent. Bob et Patrick s'amusent à jouer les pirates sur le bateau, pour trouver plein de trésors. Bob pense au bateau au travail, en faisant un pâté de crabe en forme de bateau. Patrick commence à dévoiler leur secret à tout le monde, avec des t-shirts, une pièce du bateau, et avec une énorme pancarte indiquant le trou. Monsieur Krabs entre dans leur repaire, et croit que c'est un véritable bateau. Il découvre que les pièces n'ont aucune valeur, et trouve une guérite avec des tickets. Celui-ci se dit que c'était un parc d'attractions et commence à en tirer des profits. Les barres qui tiennent le bateau se désagrègent, une des planches met le levier de vitesse sur la vitesse maximale, et les barres finissent par casser. Les visiteurs, blessés, sont scandalisés et le repaire secret est fermé. À la fin, Bob et Patrick trouvent la véritable épave du Mauna Loa. |     |                                                                    |                               |                                                               |                    |                    |           |
| 151a | 25a | À mon nouveau voisin New Fish in town                              | Andrew Overtoom               | Aaron Springer et Derek Iversen                               | 15 janvier 2011    | 24 janvier 2012    | 4,71      |
| Un nouveau poisson nommé Howard s'installe dans le quartier et Carlo veut se lier d'amitié avec lui. Howard déteste les "souffleurs de bulles et les pêcheurs à la méduse", alors Carlo essaie de garder à distance Bob l'éponge et Patrick à tout prix. |     |                                                                    |                               |                                                               |                    |                    |           |
| 151b | 25b | Silvia Love That Squid                                             | Alan Smart                    | Casey Alexander, Zeus Cervas, Sean Charmatz et Richard Pursel | 12 février 2011    | 24 janvier 2012    | 5,01      |
| Au Krusty Krab, Carlo rencontre une autre pieuvre nommée Silvia et tombe amoureux d'elle. Cependant, il est nerveux d'assister à leur premier rendez-vous, alors il cherche Bob pour l'aider. Bob suggère que Carlo a un "rendez-vous" avec lui en guise d'entraînement, mais Carlo s'énerve à cause des ébats de Bob. |     |                                                                    |                               |                                                               |                    |                    |           |
| 152a | 26a | Grande Sœur "Sam" Big Sister Sam                                   | Tom Yasumi                    | Casey Alexander, Zeus Cervas et Richard Pursel                | 15 janvier 2011    | 25 janvier 2012    | 4,71      |
| Patrick reçoit la visite attendue de sa grande sœur Sam qu'il n'a pas revu depuis longtemps. C'est une personne avec une forte carrure qui ressemble à un garçon manqué et se comporte comme un homme des cavernes, ce qui inquiète les voisins de Patrick, Bob et Carlo dont les sauts d'humeurs de Sam détruit tout sur son passage, dont leur maison. |     |                                                                    |                               |                                                               |                    |                    |           |
| 152b | 26b | Le téléporteur Perfect Chemistry                                   | Alan Smart                    | Luke Brookshier, Nate Cash et Mr. Lawrence                    | 26 février 2011    | 25 janvier 2012    | 4,80      |
| Sandy tente d'utiliser une machine qu'elle a créée pour téléporter ses noisettes de son dôme vers le Texas, mais elle ne marche pas très bien. D'un autre côté, Plankton utilise une machine qui change la composition chimique des éléments et transforme son corps en gaz pour pouvoir s'infiltrer tranquillement dans le coffre-fort du Crabe Croustillant pour récupérer la formule secrète. Mais sa tentative échoue car son gaz arrive vers le capitaine Krabs qui ressent une vilaine odeur qui l'expulse avec un ventilateur. Plankton gazeux se retrouve emporté jusqu'au dôme de Sandy. Plutôt impressionnée par les talents scientifiques de Plankton, Sandy décide de coopérer avec lui afin de créer un téléporteur gazéifiant les éléments. Bob se prête au jeu en faisant le cobaye pour la machine. |     |                                                                    |                               |                                                               |                    |                    |           |